# Frank M. Rood
Frank Mumford Rood (* 13. Oktober 1856 in Lenoxville, Pennsylvania; † 4. Dezember 1945 oder 7. Dezember 1945) war ein US-amerikanischer Geschäftsmann, Rancher, Bankier und Politiker (Republikanische Partei).

## Werdegang
Frank Mumford Rood kam als zweites Kind von John T. Rood und seiner Ehefrau Ruby, geborene Rogers, im Susquehanna County zur Welt. Sein Vater wurde in Massachusetts geboren und entstammte einer der ältesten Kolonialfamilien im Staat. Er war Lehrer und Farmer. Seine Mutter stammte aus Pennsylvania. Rood hatte fünf Geschwister. Seine Kindheit war vom Sezessionskrieg überschattet. Er besuchte die öffentliche Schule und danach das Wyoming Seminary. Dann verfolgte er ein Geschäftsseminar an einer Hochschule in Kingston (Pennsylvania).
Nach dem Ende seiner Schulzeit widmete er sich dem Holzgeschäft in Lenoxville, dem er zwei Jahre lang nachging. Infolge der Möglichkeiten im Nordwesten zog er schließlich in das Dakota-Territorium und ließ sich dort in Deadwood (Lawrence County) nieder. Dort war er das folgende Jahr im Holzgeschäft tätig. Im Jahr darauf zog er nach Whitewood (Lawrence County), wo er einen Claim nahm und ein Jahr lang betrieb. Danach zog er nach Fort Meade (Meade County). Rood besaß dort eine Ranch und beschäftigte sich mit der Rinderzucht. 1893 zog er nach Stanley County. Er führte die Rinderzucht bis 1906 fort, als er das Vieh und das Land veräußerte.
Im Jahr 1906 wurde er zum Abgeordneten im Repräsentantenhaus von South Dakota gewählt, wo er von 1907 bis 1908 den 26. Distrikt (das Stanley County und das Lyman County) vertrat.
Danach verbrachte er ein Jahr in Kanada und an der Pazifikküste. 1908 kehrte er nach South Dakota zurück und ließ sich in Philip (Haakon County) nieder, wo er Handelsgeschäften und Immobiliengeschäften nachging. Seine Beteiligungen dieser Art und deren fähiges Management waren die Grundlage seines Wohlstandes. Rood stellte sein Geschäft auf eine sichere Grundlage, was ihm ein stattliches Jahreseinkommen einbrachte. Neben seinen anderen Geschäften war er Direktor der Bank of Philip.
Am 28. Mai 1886 heiratete er Miss Eva J. Voorhees (1859–1945), Tochter von Abraham und Jane Voorhees, geborene Elliott. Ihr Vater stammte aus dem Bundesstaat New York und ihre Mutter aus Paisley (Schottland). Mrs. Voorhees wanderte in ihrer Jugend in die Vereinigten Staaten aus. Sie wuchs in Irvington (New Jersey) auf, wo sie auch zur Schule ging. Mrs. Rood wurde in Newark (New Jersey) geboren. Das Paar Rood bekam eine Tochter namens Hazel W.
Rood war Mitglied der Philip Lodge Nr. 150 (Ancient Free and Accepted Masons), der Oriental Consistory Nr. 1 (Alten Angenommenen Schottischen Ritus) aus Yankton und des Naja Temples (Ancient Arabic Order of the Nobles of the Mystic Shrine) aus Deadwood.
Bei den Wahlen im Jahr 1914 wurde er für eine zweijährige Amtszeit zum Secretary of State von South Dakota gewählt und einmal wiedergewählt. Rood bekleidete den Posten von 1915 bis 1919. Während dieser Zeit ließ er sich in Pierre (Hughes County) nieder, betrieb aber seine Geschäfte landesweit.
Rood gehörte einer kongregationalistischen Kirche an.